# راي بيل
راي بيل (بالإنجليزية: Ray Bell)‏ هو لاعب اتحاد الرغبي نيوزلندي، ولد في 31 ديسمبر 1925 في دنيدن في نيوزيلندا، وتوفي في 19 يوليو 2016.